# Мацей Макушевський
Мацей Макушевський (пол. Maciej Makuszewski, нар. 29 вересня 1989, Граєво) — польський футболіст, півзахисник клубу «Лехія» (Гданськ).

## Клубна кар'єра
Народився 29 вересня 1989 року в місті Граєво. Починав грати на позиції захисника в дитячій команді «Вісса» (Щучін), звідки перейшов в «Школу спортивної майстерності» (Лодзь) і став грати в півзахисті. У сезоні 2007/08 грав за старшу команду «Школи спортивної майстерності» у третій лізі, після чого протягом двох років виступав за «Вігри» (Сувалки) в другій лізі. 
У червні 2010 року уклав контракт з клубом «Ягеллонія», у складі якого провів наступні два роки своєї кар'єри гравця. Тренерським штабом нового клубу також розглядався як гравець «основи» і за два сезони в «Ягеллонії» зіграв 41 матч і забив 5 голів в чемпіонаті. 
6 вересня 2012 року перейшов в російський «Терек», підписавши трирічний контракт. Проте в грозненському клубі закріпитись не зумів, зігравши за півтора сезони лише 14 матчів у чемпіонаті.
В лютому 2014 року був відданий в оренду в «Лехію» (Гданськ). По завершенні сезону, гданський клуб вирішив використовувати опцію у контракті і викупив півзахисника. Наразі встиг відіграти за команду з Гданська 29 матчів в національному чемпіонаті.

## Виступи за збірну
2010 року залучався до складу молодіжної збірної Польщі. На молодіжному рівні зіграв у 2 офіційних матчах.

## Титули і досягнення
- Володар Кубка Польщі (1):

«Ягеллонія»: 2009-10
- Володар Суперкубка Польщі (2):

«Ягеллонія»: 2010
«Лех»: 2016